# Agatino Perrotta
Agatino Perrotta (Catania, 17 agosto 1845 – Catania, 1921) è stato un poeta e scrittore italiano.

## Biografia
Compiuti gli studi classici s'iscrisse alla facoltà di Giurisprudenza dell'Università di Napoli, laureandosi il 4 luglio 1866.
Esercitò l'avvocatura, ma gli fece provare sdegno per il mercato che si fa; e siffatto sdegno lo manifestò pubblicamente in un libro di versi dal titolo: «L'asino avvocato», e come al fratello Giuseppe Perrotta preferì dedicarsi all'arte. 
Poeta satirico, ha trattato molti argomenti sociali e morali, sia in lingua italiana che in vernacolo siciliano.
Ha scritto anche per teatro. 
Non sempre ha pubblicato con il proprio nome, ma spesso ha adoperato lo pseudonimo di «Cervantes».
L'opera artistica del Perrotta è vasta e può dividersi in tre categorie: lavori poetici satirici in dialetto; lavori filosofici e morali, lavori per teatro.

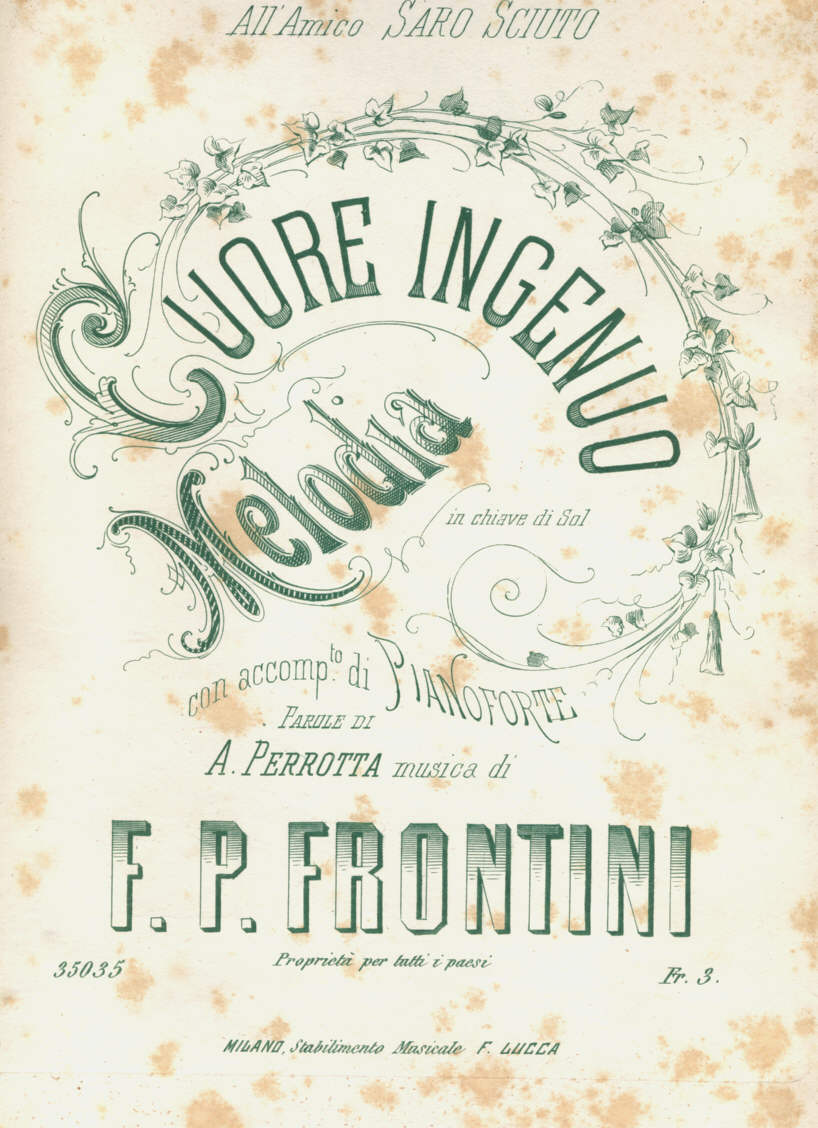
ed F. Lucca, 1883, Musica di Francesco Paolo Frontini.

## Opere
- O lustru, o lustru .
- Criatiti acuta .
- Colloqui elettorali .
- Cavalleria rusticana a volu di aceddu.
- La scienza dì li  'ngnuranti .
- Riso e sbadiglio —  in tre vol.
- L'insuccesso degli Insuccessi — commedia in versi martellani, recitata a Catania, Torino, ecc.
- Un Pregiudizio - commedia in versi, rappresentata dalle compagnie dirette dal Morelli e dal Pieri.
- Senza morale — commedia in versi, (3 atti) recitata dall'illustre Pietriboni.
- Sic Itur ad Astra  — commedia in tre atti, assai mordace contro il «quarto potere».
- Il piffero di montagna — scherzo comico.
- Il ferraio della Padrona — parodia del Padrone delle ferriere, ottimamente interpretata dal Talli in parecchi teatri.
- La scelta della sposa - lavoretto filosofico morale

### Poesia e musica
- Cuore ingenuo , Versi di Agatino Perrotta, musica di Francesco Paolo Frontini, ed. Lucca 1883